# 2006년 방콕국제영화제
제4회 방콕국제영화제는 2006년 2월 17일에 열린 시상식이다.

## 수상 및 후보

### 골든 키나르상- 작품상
- 아쉬람 - 디파 메타 수상

### 감독상
- 친절한 금자씨 - 박찬욱 수상

### 남우주연상
- 갱스터 초치 - 게이빈 후드 수상

### 장편 다큐멘터리상
- 라이즈 - 데이빗 라차펠 수상

### 아시아 작품상
- 침묵의 신부 - 탄 기아 도안, 수상

### 여우주연상
- 트랜스아메리카 - 펠리시티 허프만 수상

### 특별언급상 - 국제경쟁부문
- 달의 그늘에서 - 데이빗 싱턴 수상

### 특별언급상 - Jameson 관객상
- 악마의 기술 2 - Yosapong Polsap 수상

### 주요경쟁부문-골든 키나르상
- 까뜨린느 드뇌브 수상